# Schefflera japurensis
Schefflera japurensis là một loài thực vật có hoa trong Họ Cuồng cuồng. Loài này được (Mart. & Zucc. ex Marchal) Harms miêu tả khoa học đầu tiên năm 1894.